# Арафурско море
Арафурско море (на английски: Arafura sea; на индонезийски: Laut Arafura) e периферно море на Индийския океан, разположено между Малайския архипелаг на северозапад, остров Нова Гвинея на север и североизток и континента Австралия на юг и югоизток. На северозапад граничи с моретата на Тихия океан Серам и Банда, като границата преминава от най-южната точка на полуостров Бомбарай на остров Нова Гвинея през островите Кай и Танимбар, а на изток Торесовия проток го свързва с Коралово море на Тихия океан. На запад границата с Тиморско море се прекарва от остров Селару (най-южния от о-вите Танимбар) до най-западния нос на полуостров Коберг в Австралия.
Дължина от север на юг 1800 km, ширина до 1100 km, площ 1037 хил.km2. Голяма част от Арафурско море е с дълбочина до 200 m, максимална 3652 m, разположена в северозападната му част в близост до островите Кай. Бреговете му са предимно равнинни, в голямата си част заблатени, обрасли с мангрови гори. В югоизточната му част е разположен големия залив Карпентария (според Международната хидрографска организация заливът не е част от Арафурско море). В източната му част е разположен големия блатист остров Колепом, в северната му част – одтровите Ару, а в залива Карпентария – остров Грут Айлънд и островите Уелсли. През зимата морските течения са с посока изток-запад, а през лятото обратно. Средногодишна температура на водата на повърхността е от 25 до 28 °C. Соленост 34 – 35‰. Приливите са неправилни полуденонощни с височина от 2,5 до 7,6 m.